# Текан (Амурская область)
Тека́н — железнодорожный разъезд (населённый пункт) в Сковородинском районе Амурской области России. Входит в городское поселение Рабочий посёлок (пгт) Ерофей Павлович.

## География
Населённый пункт Текан расположен на Транссибе к западу от районного центра, города Сковородино, и в 18 км от центра городского поселения, пгт Ерофей Павлович. Автодорога Чита — Хабаровск проходит в 2 км севернее населённого пункта.

## История
Станция основана в 1911 г. при строительстве Западно-Амурского участка Транссибирской ж.д.магистрали.

## Топонимика
Название эвенкийского происхождения от «теки, текан» со значением — «изгиб, мыс, излучина реки»; др. вариант с эвенкийского «такэн» со значением — «валежник, упавшее от старения дерево». Ж.д. станция Текан находится между двух изгибов небольших речушек, впадающих в р. Урку, берега которой часто завалены непролазным валежником и упавшими деревьями.

## Население
| 2002 | 2010 | 2012 | 2013 | 2014 | 2015 | 2016 |
| ---- | ---- | ---- | ---- | ---- | ---- | ---- |
| 6    | ↘0   | →0   | →0   | →0   | →0   | →0   |
| 2017 | 2018 |      |      |      |      |      |
| →0   | →0   |      |      |      |      |      |

## Инфраструктура
- Разъезд Текан на Транссибе (Забайкальская железная дорога).